# Adrian Zmed
 (juin 2012).
Si vous disposez d'ouvrages ou d'articles de référence ou si vous connaissez des sites web de qualité traitant du thème abordé ici, merci de compléter l'article en donnant les références utiles à sa vérifiabilité et en les liant à la section « Notes et références ».
Adrian Zmed est un acteur américain d'origine roumaine né le 4 mars 1954 à Chicago, dans l'Illinois (États-Unis).

## Biographie
Adrian Zmed est né le 4 mars 1954. Il est le fils de Persida (née Golub) et de George Zmed (1916-2010), un prêtre roumain orthodoxe ; il a deux frères, Cornel et Walter. Adrian est très doué en danse, en chant, en football… Zmed a failli jouer le rôle de Danny dans Grease, mais c'est Travolta qui a finalement obtenu ce rôle. Malgré son accident (au football il s'est cassé la jambe), Adrian a quand même joué dans Grease 2 le leader des T Birds à l'âge de 28 ans. Il a également incarné Vincent Romano (ou Vince Romano), dans Hooker, dans les années 1980. Il a aussi joué dans Bachelor Party avec Tom Hanks.
Il a épousé Barbara Fitzner en 1976. Après leur divorce, il s'est ensuite marié à la chanteuse et actrice Susan Wood (actrice dans Grease), avec qui il a eu deux enfants (Zachary and Dylan) ; le couple a fini par divorcer. Ses enfants vivent actuellement à Los Angeles et font partie d'un groupe de rock nommé The Janks.

## Filmographie
- 1978 : Starsky et Hutch (Starsky and Hutch) (série télévisée) : Marty Decker
- 1979 : Flatbush (en) (série télévisée) : Socks Palermo
- 1979 : Angie (série télévisée) : Maxie
- 1980 : Goodtime Girls (série télévisée) : Frankie Millardo
- 1980 : For the Love of It (télévision) : Fernando
- 1981 : Revenge of the Gray Gang (télévision) : Jimmy Steinbrenner
- 1981 : I'm a Big Girl Now (série télévisée)
- 1981 : Bosom Buddies (série télévisée) : Joseph 'Joey Midnight' Raybonz
- 1982 : Hooker (T.J. Hooker) (télévision) : Officer Romano
- 1982 : Grease 2 : Johnny Nogerelli
- 1983 : The Final Terror : Marco Cerone
- 1984 : Le Palace en folie (Bachelor Party) : Jay O'Neill
- 1984 : Glitter (télévision)
- 1984 : Victims for Victims: The Theresa Saldana Story (télévision) : Fred Feliciano
- 1985 : Hooker (T.J. Hooker) (série télévisée) : Officer Vince Romano
- 1986 : La croisière s'amuse (The Love Boat) (série télévisée) : Eddy Conrad
- 1987 : You Are the Jury (série télévisée) : Stanley Mannings
- 1987 : Alfred Hitchcock présente (Alfred Hitchcock Presents) (série télévisée) : Edgar Kraft
- 1987 : Hôtel (Hotel) (série télévisée) : Bob
- 1988 : La maison en folie (Empty Nest) (série télévisée) : Gary
- 1989 : Arabesque (Murder, She Wrote) (série télévisée) : Bert Firman
- 1989 : Témoin aveugle (Eyewitness to Murder) : Tyler
- 1992 : The Other Woman (vidéo) : Greg Mathews
- 1994 : Les Dessous de Palm Beach (Silk Stalkings) (série télévisée) : Calvin
- 1995 : Improper Conduct : Doug
- 1998 : The Steve Harvey Show (série télévisée) : Derrick Love
- 1998 : Le souffle de l'enfer (Storm Chasers: Revenge of the Twister) (télévision) : Smitty
- 1998 : Caroline in the City (série télévisée) : Jonathan
- 1999 : Unconditional Love : Mario
- 2000 : Little Insects : Sir Sneekleberry (voix)
- 2000 : Running from the Shadows : Sasch
- 2000 : Chérie, j'ai rétréci les gosses (Honey, I Shrunk the Kids: The TV Show) (série télévisée)
- 2002 : Until Morning : Kyle
- 2004 : The Drone Virus : Frank Schmidt
- 2005 : Shira: The Vampire Samurai (vidéo) : Kristof
- 2005 : Sex Sells: The Making of 'Touché' : Lance Long
- 2006 : The Craving Heart : Phil Jorgenson
- 2007 : Passions (feuilleton TV) : Basil
- 2007 : Larry the Cable Guy's Christmas Spectacular (télévision) : Dirty Caroler Dad
- 2009 : Spring Break '83 : Billy's Father